# Lukavica (Gračanica, BiH)
Lukavica je naseljeno mjesto u sastavu općine Gračanica, Federacija Bosne i Hercegovine, BiH.

## Geografski položaj
Smještena je na brežuljcima planine Trebave. Do ovog mjesta iz Gračanice preko Malešića vijuga dvadesetak kilometara što asfaltiranog što makadamskog puta.  Po završetku rata se MZ Lukavica povezala i na magistralni put M4(Doboj-Tuzla) i do Lukavice je najlakše doći upravo tim putem,tako što se u Doboj Istoku prati putokaz za Lukavicu.

## Zaseoci
Lukavica je podjeljena na sledece zaseoke:
1.Devedžije
2.Delići
3.Ogradjenica
4.Čamdžići
5.Bijeli Potok
6.Zolje
7.Prnjavor

## Sport
U Lukavici je aktivan i nogometni klub NK Jedinstvo.
NK Jedinstvo se trenutno natječe u 1. županijskoj ligi.

## Stanovništvo
| Lukavica           |                |                |                |
| godina popisa      | 1991.          | 1981.          | 1971.          |
| Muslimani          | 2.927 (90,59%) | 2.828 (97,01%) | 2.255 (98,60%) |
| Srbi               | 13 (0,40%)     | 10 (0,34%)     | 14 (0,61%)     |
| Hrvati             | 3 (0,09%)      | 2 (0,06%)      | 1 (0,04%)      |
| Jugoslaveni        | 73 (2,25%)     | 65 (2,22%)     | 11 (0,48%)     |
| ostali i nepoznato | 215 (6,65%)    | 10 (0,34%)     | 6 (0,26%)      |
| ukupno             | 3.231          | 2.915          | 2.287          |

## Šport
Od 2020. održava se malonogometni Memorijalni turnir Ibrahim Hodžić – Zlatni ljiljan.